# Севлиевско македонско благотворително братство
Севлиевското македонско благотворително братство „Христо Контев“ е организация на бежанците от областта Македония, установили се в Севлиево.

## История
На Първия македонски конгрес, провел се в София на 19 – 28 март 1895 година, е основана Македонската организация, която бързо започва да образува клонове в цялата страна. Основано е и дружество в Севлиево, което участва активно в дейността на Организацията. На Седмия конгрес от 30 юли до 5 август 1900 година делегат е Димитър Г. Симидчиев и на Осмия конгрес от 4 до 7 април 1901 година делегат е Андрей Конов.
След Първата световна война дружеството е възстановено като благотворително братство, част от Съюза на македонските емигрантски организации. Братството е основано на 14 юни 1925 година с патрон Христо Контев. Избрано е настоятелство в състав Стефан Македонски (председател), Кръстю Тр. Хлебаров (секретар касиер) и съветници Никола Станков, Филип Пандов и Мильо Илиев. По предложение на председателя на братството са събрани 862 лева дарение за Съюзната каса. През 1926 година в ново настоятелство влизат Ст. Ив. Македонски (председател), Кръстю Тр. Хлебаров (секретар касиер), а Мильо Ив. Илиев, Филип Пандов и Никола Станчев са съветници. В контролната комисия влизат Ив. Славов, Кирил Ар. Киприянов и К. Т. Димитров.